# Paxillus leachi
Paxillus leachi là một loài bọ cánh cứng trong họ Passalidae.

## Hình ảnh

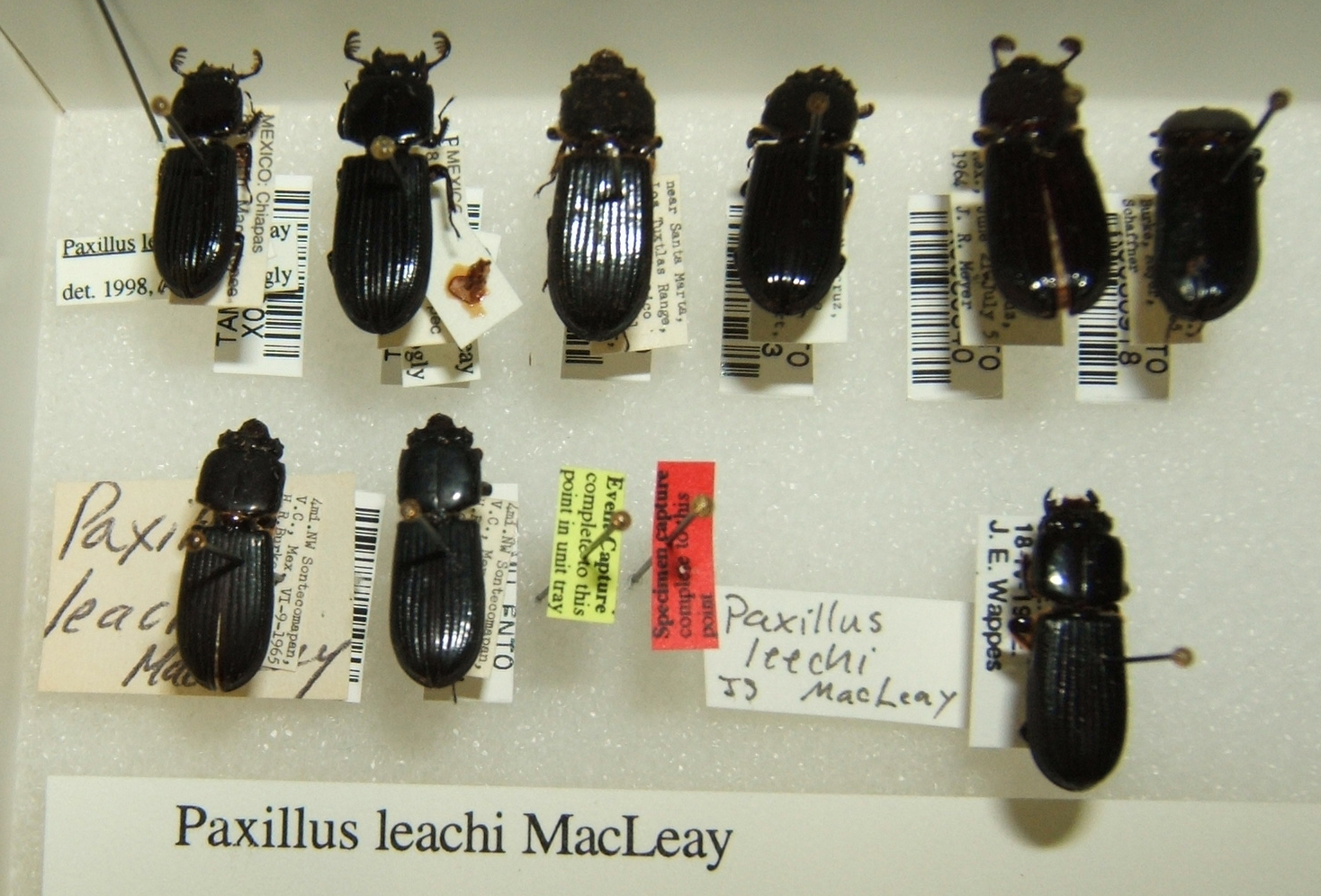